# Список альбомов и синглов № 1 в Испании 2003 года
Список включает в себя музыкальные синглы, занимавшие в 2003 году первое место в испанском хит-параде Top 20 Singles, составляемом организацией PROMUSICAE (сокр. от Productores de Música de España).

## Синглы
| - Marey – «Tu no me veras llorar» - 1 неделя (22 декабря 2002 – 4 января 2003) - Danni Úbeda – «Besame» - 3 недели (5 января – 25 января) - Vega – «Quiero ser tú» - 1 неделя (26 января – 1 февраля) - Tony Santos – «Un hombre así» - 1 неделя (2 февраля – 8 февраля) - Miguel Nández – «Amiga soledad» - 9 недель (9 февраля – 12 апреля) - Beth – «Dime» - 3 недели (13 апреля – 26 апреля) - Hugo – «El templo de tu cuerpo» - 3 недели (27 апреля – 17 мая) - Ricky Martin – «Jaleo» - 4 недели (18 мая– 14 июня) - Dinio – «Hasiendo el amor» - 1 неделя (15 июня – 21 июня) - La buena Vida – «Los planetas» - 2 недели (22 июня – 5 июля) - Joaquín Sabina – «Motivos de un sentimiento [Himno centenario del Atlético de Madrid]» - 3 недели (6 июля – 27 июля), в сумме 4 недели на 1 месте - Fran Perea – «Uno mas son siete» - 14 недель (28 июля – 1 ноября), в сумме 16 недель на 1 месте - Pecos – «Pecos Collection» - 1 неделя (2 ноября – 8 ноября) - Kylie Minogue – «Slow» - 1 неделя (9 ноября – 15 ноября) - Britney Spears feat. Madonna – «Me Against the Music» - 2 недели (16 ноября – 29 ноября) - David Bustamante – «Devuélveme el aire» - 2 недели (30 ноября – 13 декабря) - Madonna – «Nothing Fails» - 2 недели (14 декабря – 27 декабря) - Fran Perea – «Uno mas son siete» - 1 неделя (28 декабря 2003 – 3 января 2004), в сумме 16 недель на 1 месте |